# Riley (cráter)
Riley es un cráter de impacto en el planeta Venus de 20,2 km de diámetro. Lleva el nombre de Margaretta Riley (1804-1899), botánica inglesa, y su nombre fue aprobado por la Unión Astronómica Internacional en 1991.
El suelo del cráter se encuentra a 580 metros por debajo de las llanuras que rodean el cráter. El borde del cráter se eleva a 620 metros sobre la llanura y 1.200 metros sobre el suelo del cráter. El pico central del cráter es de 536 metros de altura. El diámetro del cráter es 40 veces superior a la profundidad, dando lugar a un aspecto relativamente poco profundo.